# Легенди України (мультсеріал)
Легенди України - український багатосерійний анімаційний серіал, створений компанією «Арт-Відео» з використанням поєднання техніки класичної 2D-анімації та 3D-анімації головних персонажів. Транслювався з 2008 року на телеканалах «Перший Національний», «НТА». Станом на квітень 2012 року кількість серій сягнула 340.

## Сюжет
Головний герой серіалу, хлопчик на ім’я Нік, відкриває таємничу печеру, у якій знаходить прадавню карту України. Ця карта виявляється порталом у світ українських легенд. У печері м’яч Ніка оживає, отримуючи ім'я Шева, і стає незамінним супутником хлопчика у подорожах.
Виявляється, що всі українські легенди захопив і утримує у своїй скарбниці давній лиходій Змій. У кожній серії Нік і Шева, мандруючи крізь чарівну карту, потрапляють у нову легенду, розповідають її та повертають людям. Змій намагається перешкодити героям, але завдяки сміливості, кмітливості, допитливості та щирій дружбі Нік і Шева щоразу перемагають його підступи.
У серіалі представлено легенди не лише українського народу, але й кримськотатарські та грецькі, дія яких розгорталася на території України. Кожна серія містить історично достовірну інформацію про події, що в ній описані.

### Персонажі
- Нік — хлопчик-футболіст, головний герой серіалу.
- Шева — футбольний м’яч, оживлений супутник Ніка.
- Змій — міфічна негативна істота, головний антагоніст серіалу.